# Torneo de la Liga Concordiense de Fútbol 2013

## Torneo de la Liga Concordiense de Fútbol 2013
Fue el torneo realizado por la Liga Concordiense de Fútbol en el año 2013, en la ciudad de Concordia, Provincia de Entre Ríos.
Se disputa la copa llamada Copa Municipalidad de Concordia. Este torneo se realizó en una rueda de partidos todos contra todos ida y vuelta. El ganador del torneo tendrá asegurada una plaza al Torneo del Interior 2014, junto al ganador del Petit Torneo, donde se enfrentarán los equipos que terminen de la 2ª a la 5ª posición en la tabla. 
El último equipo de la tabla de posiciones descenderá a la Divisional B, y el ante último jugará una promoción por su permanencia.
El campeón defensor del título es el club Unión de Villa Jardín.

## Ascensos y descensos
| Pos                      | Equipos ascendidos |
| ------------------------ | ------------------ |
| Divisiónal B Campeón     | Villa Zorraquín    |
| Divisional B - Promoción | La Bianca          |

| Pos            | Equipos descendidos en la Divisional A |
| -------------- | -------------------------------------- |
| 9º - Promoción | Salto Grande                           |
| 10º Descenso   | Sportivo Las Heras                     |

## Equipos
| Equipo                | Barrio          |
| --------------------- | --------------- |
| Colegiales            | Pompeya         |
| Comunicaciones        | María Goretti   |
| Nebel                 | Nebel           |
| La Bianca             | La Bianca       |
| Libertad              | Puerto          |
| Santa María de Oro    | Almirante Brown |
| Unión de Villa Jardín | Villa Jardín    |
| Victoria              | Tiro Federal    |
| Villa Zorraquín       | Villa Zorraquín |
| Wanderer's            | María Goretti   |

## Sistema de disputa
El torneo se llevó a cabo en una sola rueda, por el sistema de todos contra todos.
La tabla final de posiciones se estableció por acumulación de puntos, y, para el caso de empate en el primer puesto, entre dos o más equipos, se realizarán partido(s) desempate.

## Tabla de posiciones
| Pos | Equipo                | Pts | PJ | PG | PE | PP | GF | GC | Dif |
| --- | --------------------- | --- | -- | -- | -- | -- | -- | -- | --- |
| 1º  | Colegiales            | 40  | 18 | 12 | 4  | 2  | 38 | 18 | 20  |
| 2º  | Libertad              | 37  | 18 | 11 | 4  | 3  | 35 | 18 | 17  |
| 3º  | La Bianca             | 33  | 18 | 10 | 3  | 5  | 28 | 18 | 10  |
| 4º  | Santa María de Oro    | 29  | 18 | 9  | 2  | 7  | 27 | 20 | 7   |
| 5º  | Comunicaciones        | 26  | 18 | 8  | 2  | 8  | 17 | 17 | 0   |
| 6º  | Wanderer's Concordia  | 20  | 18 | 5  | 5  | 8  | 20 | 25 | -5  |
| 7º  | Defensores de Nebel   | 19  | 17 | 5  | 4  | 8  | 14 | 17 | -3  |
| 8º  | Victoria              | 18  | 18 | 5  | 3  | 10 | 18 | 32 | -14 |
| 9º  | Villa Zorraquín       | 7   | 18 | 1  | 4  | 13 | 10 | 31 | -21 |
| 10º | Unión de Villa Jardín | 0   | 18 | 4  | 5  | 8  | 24 | 35 | -11 |

Al Club Unión se le descontaron 21 puntos por problemas financieros.

## Resultados
| Nebel              | 1 - 0 | Comunicaciones     | Estadio de Victoria        | 27 de abril | 15:00 |
| La Bianca          | 4 - 0 | Villa Zorraquín    | Estadio de Libertad        | 1 de mayo   | 11:00 |
| Unión Villa Jardín | 1 - 5 | Santa María de Oro | Estadio de Libertad        | 1 de mayo   | 14:00 |
| Libertad           | 2 - 1 | Victoria           | Estadio de Libertad        | 1 de mayo   | 16:45 |
| Colegiales         | 3 - 1 | Wanderer's         | Estadio de Villa Zorraquín | 1 de mayo   | 15:45 |

| Colegiales      | 0 - 0 | Unión Villa Jardín | Estadio de Libertad        | 11 de mayo | 11:00 |
| Libertad        | 1 - 2 | Nebel              | Estadio de Libertad        | 12 de mayo | 15:00 |
| Villa Zorraquín | 0 - 1 | Victoria           | Estadio de Villa Zorraquín | 12 de mayo | 15:45 |
| Comunicaciones  | 1 - 3 | Santa María de Oro | Estadio de Victoria        | 12 de mayo | 15:55 |
| Wanderer's      | 0 - 1 | La Bianca          | Estadio de Libertad        | 12 de mayo | 20:45 |

| Santa María de Oro | 2 - 1      | Libertad        | Estadio de Libertad        | 19 de mayo | 16:45 |
| Nebel              | Suspendido | Villa Zorraquín | Estadio de Villa Zorraquín | 19 de mayo | 16:45 |
| Victoria           | 2 - 2      | Wanderer's      | Estadio de Victoria        | 19 de mayo | 16:45 |
| Unión Villa Jardín | 1 - 1      | Comunicaciones  | Estadio de Libertad        | 20 de mayo | 16:45 |
| La Bianca          | 2 - 3      | Colegiales      | Estadio de La Bianca       | 20 de mayo | 16:45 |

| Colegiales      | 5 - 1 | Victoria           | Estadio de Libertad  | 24 de mayo | 20:45 |
| Wanderer's      | 0 - 0 | Nebel              | Estadio de Libertad  | 25 de mayo | 15:45 |
| Villa Zorraquín | 1 - 1 | Santa María de Oro | Estadio de Victoria  | 26 de mayo | 15:45 |
| La Bianca       | 0 - 1 | Unión Villa Jardín | Estadio de La Bianca | 26 de mayo | 15:45 |
| Libertad        | 1 - 0 | Comunicaciones     | Estadio de Libertad  | 26 de mayo | 15:45 |

| Nebel              | 3 - 1 | Villa Zorraquín | Estadio de Victoria  | 1 de junio | 15:45 |
| Santa María de Oro | 0 - 0 | Wanderer's      | Estadio de Libertad  | 1 de junio | 15:45 |
| Unión Villa Jardín | 2 - 2 | Libertad        | Estadio de La Bianca | 2 de junio | 15:45 |
| Nebel              | 1 - 1 | Colegiales      | Estadio de Libertad  | 2 de julio | 15:45 |
| Victoria           | 0 - 2 | La Bianca       | Estadio de Victoria  | 2 de junio | 15:45 |

| Wanderer's      | 0 - 1 | Comunicaciones     | Estadio de Libertad        | 8 de junio | 15:45 |
| Colegiales      | 0 - 1 | Santa María de Oro | Estadio de Libertad        | 9 de junio | 15:45 |
| Victoria        | 3 - 5 | Unión Villa Jardín | Estadio de Libertad        | 9 de junio | 15:45 |
| Villa Zorraquín | 0 - 2 | Libertad           | Estadio de Villa Zorraquín | 9 de junio | 15:45 |
| La Bianca       | 2 - 1 | Nebel              | Estadio de Libertad        | 9 de julio | 15:00 |

| Libertad           | 1 - 0 | Wanderer's      | Estadio de Libertad | 15 de junio | 14:00 |
| Comunicaciones     | 0 - 1 | Colegiales      | Estadio de Victoria | 15 de junio | 15:45 |
| Unión Villa Jardín | 1 - 1 | Villa Zorraquín | Estadio de Libertad | 15 de junio | 16:15 |
| Nebel              | 2 - 0 | Victoria        | Estadio de Victoria | 16 de junio | 15:45 |
| Santa María de Oro | 0 - 2 | La Bianca       | Estadio de Libertad | 16 de junio | 16:00 |

| Victoria   | 0 - 1 | Santa María de Oro | Estadio de Victoria  | 22 de junio | 15:30 |
| Wanderer's | 2 - 0 | Villa Zorraquín    | Estadio de Libertad  | 22 de junio | 15:30 |
| Nebel      | 2 - 2 | Unión Villa Jardín | Estadio de Victoria  | 23 de junio | 15:30 |
| La Bianca  | 0 - 1 | Comunicaciones     | Estadio de La Bianca | 23 de junio | 15:30 |
| Colegiales | 1 - 2 | Libertad           | Estadio de Libertad  | 23 de junio | 15:30 |

| Colegiales         | 1 - 0 | Villa Zorraquín | Estadio de Libertad  | 28 de junio | 20:30 |
| Libertad           | 2 - 0 | La Bianca       | Estadio de Libertad  | 29 de junio | 15:45 |
| Santa María de Oro | 1 - 2 | Nebel           | Estadio de Libertad  | 30 de junio | 15:45 |
| Comunicaciones     | 1 - 1 | Victoria        | Estadio de Libertad  | 30 de junio | 15:45 |
| Unión Villa Jardín | 3 - 2 | Wanderer's      | Estadio de La Bianca | 30 de junio | 15:45 |

| Villa Zorraquín    | 1 - 1 | La Bianca          | Estadio de Libertad | 20 de julio | 15:45 |
| Comunicaciones     | 1 - 0 | Nebel              | Estadio de Victoria | 20 de julio | 15:45 |
| Wanderer's         | 2 - 2 | Colegiales         | Estadio de Libertad | 20 de julio | 20:30 |
| Victoria           | 2 - 3 | Libertad           | Estadio de Victoria | 14 de julio | 15:45 |
| Santa María de Oro | 1 - 2 | Unión Villa Jardín | Estadio de Libertad | 14 de julio | 15:45 |

| Unión Villa Jardín | 2 - 4 | Colegiales      | Estadio de Libertad  | 27 de julio | 15:45 |
| Nebel              | 1 - 1 | Libertad        | Estadio de Victoria  | 27 de julio | 15:30 |
| Victoria           | 2 - 2 | Villa Zorraquín | Estadio de Victoria  | 28 de julio | 15:30 |
| Santa María de Oro | 2 - 0 | Comunicaciones  | Estadio de Libertad  | 28 de julio | 15:30 |
| La Bianca          | 2 - 2 | Wanderer's      | Estadio de La Bianca | 28 de julio | 15:30 |

| Santa María de Oro | Susp  | Libertad           | Estadio de Libertad  | 18 de agosto | 15:30 |
| Comunicaciones     | 1 - 2 | Unión Villa Jardín | Estadio de Victoria  | 24 de agosto | 15:30 |
| Wanderer's         | 1 - 0 | Victoria           | Estadio de Victoria  | 25 de agosto | 15:30 |
| Colegiales         | 3 - 1 | La Bianca          | Estadio de La Bianca | 25 de agosto | 15:45 |
| Villa Zorraquín    | Susp  | Nebel              | Estadio de Victoria  | 25 de agosto | 15:00 |

| Nebel              | 1 - 0 | Wanderer's      | Estadio de Victoria  | 31 de agosto    | 15:00 |
| Comunicaciones     | 3 - 1 | Libertad        | Estadio de Victoria  | 1 de septiembre | 13:45 |
| Unión Villa Jardín | 1 - 1 | La Bianca       | Estadio de La Bianca | 1 de septiembre | 15:00 |
| Victoria           | 0 - 3 | Colegiales      | Estadio de Libertad  | 1 de septiembre | 16:00 |
| Santa María de Oro | 1 - 0 | Villa Zorraquín | Estadio de Libertad  | 1 de septiembre | 16:00 |

| Villa Zorraquín      | 0 - 2 | Comunicaciones        | Estadio de Victoria  | 6 de septiembre | 15:00 |
| Colegiales           | 2 - 1 | Nebel                 | Estadio de Libertad  | 7 de septiembre | 15:30 |
| Wanderer's Concordia | 0 - 2 | Santa María de Oro    | Estadio de Libertad  | 8 de septiembre | 14:00 |
| La Bianca            | 3 - 1 | Victoria              | Estadio de La Bianca | 8 de septiembre | 15:30 |
| Libertad             | 4 - 0 | Unión de Villa Jardín | Estadio de Libertad  | 8 de septiembre | 16:00 |

| Santa María de Oro    | 2 - 3 | Colegiales      | Estadio de Libertad  | 27 de septiembre | 15:00 |
| Nebel                 | 0 - 1 | La Bianca       | Estadio de Libertad  | 27 de septiembre | 21:00 |
| Unión de Villa Jardín | 0 - 1 | Victoria        | Estadio de La Bianca | 28 de septiembre | 16:00 |
| Comunicaciones        | 1 - 0 | Wanderer's      | Estadio de Victoria  | 28 de septiembre | 16:00 |
| Libertad              | 2 - 0 | Villa Zorraquín | Estadio de Libertad  | 28 de septiembre | 16:00 |

| Colegiales      | 3 - 1 | Comunicaciones        | Estadio de Libertad  | 3 de octubre | 20:30 |
| Wanderer's      | 0 - 4 | Libertad              | Estadio de Libertad  | 5 de octubre | 15:00 |
| Villa Zorraquín | 3 - 2 | Unión de Villa Jardín | Estadio de Libertad  | 6 de octubre | 15:00 |
| La Bianca       | 3 - 1 | Wanderer's            | Estadio de La Bianca | 6 de octubre | 15:00 |
| Victoria        | 1 - 0 | Nebel                 | Estadio de Victoria  | 6 de octubre | 15:00 |

| Santa María de Oro    | 0 - 1 | Victoria   | Estadio de Libertad | 14 de octubre | 14:00 |
| Villa Zorraquín       | 1 - 3 | Wanderer's | Estadio de Victoria | 14 de octubre | 14:00 |
| Unión de Villa Jardín | -     | Nebel      | Estadio de Libertad | 14 de octubre | 16:00 |
| Comunicaciones        | 0 - 1 | La Bianca  | Estadio de Victoria | 14 de octubre | 16:00 |
| Libertad              | 1 - 1 | Colegiales | Estadio de Libertad | 15 de octubre | 15:00 |

| Wanderer's | 4 - 2 | Unión de Villa Jardín | Estadio de La Bianca | 20 de octubre | 16:00 |
| Victoria   | 1 - 0 | Comunicaciones        | Estadio de Victoria  | 20 de octubre | 16:00 |
| Nebel      | 0 - 3 | Santa María de Oro    | Estadio de Libertad  | 20 de octubre | 16:00 |
| Colegiales | 2 - 0 | Villa Zorraquín       | Estadio de Libertad  | 21 de octubre | 15:30 |
| La Bianca  | 2 - 2 | Libertad              | Estadio de La Bianca | 21 de octubre | 15:30 |

| Predecesor: Torneo de la Liga Concordiense de Fútbol 2012 | 2013º Torneo de Liga Concordiense de Fútbol Campeón: Club Atlético Colegiales (3º Título Global) | Sucesor: Torneo de la Liga Concordiense de Fútbol 2014 |

- Datos: Q16641416